# Camponotus camelinus
Camponotus camelinus é uma espécie de inseto do gênero Camponotus, pertencente à família Formicidae.